# Erik Axel Ekehielm
Erik Axel Ekehielm, född 1682, död 18 december 1737 i Östra Eneby församling, Östergötlands län, var en svensk militär.

## Biografi
Erik Axel Ekehielm föddes 1682. Han var son till hovjunkaren Carl Ekehielm och Maria Furumarck. Ekehielm blev 1699 volontär vid Närkes och Värmlands regemente och 28 september 1700 kornett vid Upplands tremänningskavalleriregemente. Han blev 7 september 1701 löjtnant vid Upplands tremänningskavalleriregemente, 12 december 1704 sekundryttmästare vid Östgöta kavalleriregemente, 21 december 1707 premiärryttmästare vid Östgöta kavalleriregemente och 8 december 1713 major vid regementet. Ekehielm tog 9 februari 1720 avsked med överstelöjtnants karaktär. Han avled 1737 på Leonardsberg i Östra Eneby församling.
Ekehielm och hans hustru skänkte en predikstol och orgel till Östra Eneby kyrka.

### Egendom
Ekehielm ägde Leonardsberg i Östra Eneby socken.

### Familj
Ekehielm gifte sig 1718 med Christiana Appelgren (1672–1741), dotter av direktören Nils Appelgren och Catharina Gyldenklou. Christiana Appelgren av änka efter ryttmästaren Otto Henrik Schulman.